# Frits Goedgedrag
Frits Martinus de los Santos Goedgedrag (Oranjestad, 1 november 1951) was de eerste gouverneur van Curaçao. Goedgedrag volgde op 1 juli 2002 Jaime Saleh op als gouverneur van de Nederlandse Antillen. Hij bleef dit tot 9 oktober 2010, het moment waarop de Nederlandse Antillen als land werden opgeheven. Tussen 1992 en 1998 was hij gezaghebber van Bonaire.
Goedgedrag weigerde in 2003 de winnaar van de verkiezingen Anthony Godett een formatieopdracht te geven. Tegen Godett liep een justitieel vooronderzoek wegens fraude en corruptie, en dit zou inderdaad later tot een veroordeling leiden. Godett schoof daarop zijn zuster Mirna Louisa-Godett naar voren, die wel de goedkeuring van Goedgedrag kreeg.
Op 27 september 2012 moest hij met spoed in het buitenland naar het ziekenhuis vanwege hartklachten. Op 22 oktober 2012 bood Goedgedrag om gezondheidsredenen zijn ontslag aan bij koningin Beatrix en in november nam hij afscheid. Bij zijn afscheid werd hij benoemd tot commandeur in de Orde van Oranje-Nassau. Hij werd in november 2013 opgevolgd door Lucille George-Wout nadat de functie een jaar waargenomen was door Adèle van der Pluijm-Vrede.
In mei 2013 werd Goedgedrag benoemd tot lid van de Raad van State in buitengewone dienst voor de openbare lichamen Bonaire, St. Eustatius en Saba. Goedgedrag werd in 2013 ook lid en plv. voorzitter van de Raad van Advies van Aruba. Sedert 21 maart 2014 is hij voorzitter van de Raad van Advies. Vanaf juli 2020 was hij benoemd tot voorzitter van het Adviescollege dialooggroep slavernijverleden, dat tot taak heeft het maatschappelijk debat over het Nederlands slavernijverleden op gang te brengen in Nederland en het Caribisch deel van het Koninkrijk. In deze functie werd hij in januari 2021 opgevolgd door Dagmar Oudshoorn.
Op 15 december 2021, Koninkrijksdag, nam Frits Goedgedrag afscheid van de Raad van State. Van 2014 tot 2021 was hij voorzitter van de Raad van Advies Aruba, het hoogste onafhankelijk adviesorgaan van de Arubaanse regering en de Staten van Aruba.